# Autoagregación de anfifilos
Las membranas celulares se autoagregan a partir de fuerzas químicas, a continuación se profundizará sobre cómo estas fuerzas impulsan la autoagregación.
Si se tiene una mezcla de agua y aceite, se nota una separación entre estas dos sustancias a pesar de que hay un incremento superficial. La explicación a este fenómeno, es que las moléculas de agua son atraídas por el aceite, la interfaz aceite-agua rompe los puentes de hidrógeno de tal forma que las gotas de agua se agrupan reduciendo su área superficial. 
Existen sustancias como la mahonesa, que se componen de la mezcla de agua y aceite y sin embargo, no hay separación entre agua – aceite, este hecho radica, en la existencia de sustancias que estabilizan las suspensiones de aceite en agua y reciben el nombre de emulsificantes o tensioactivos. 
La estructura molecular de un tensioactivo está compuesto de un lado hidrofóbico y uno hidrofilico, el primero está constituido de una cadena de hidrocarburos, mientras el segundo, es polar y corresponde a un ion. A las moléculas estructuradas por la unión de estas dos partes se les denomina, anfifilios y,   normalmente las partes se repartirían hacia la fase oleica y acuosa en la mezcla de aceite-agua. Sin embargo no hay separación entre la cabeza y la cola puesto que están unidas por Enlace químico, en la figura 1 se muestra la estructura de una clase de molécula de Fosfolípido.
Al introducir el tensioactivo en la mezcla agua-aceite, las moléculas que lo componen satisfacen espontáneamente a sus dos mitades, ubicándose en la interfaz aceite-agua. Como se observa en la figura 2, la cabeza polar toca el agua y las no polares el aceite y, justo  en la interfaz al anfifilo minimiza su energía libre rebajando la energía superficial retrasando la fundición de gotitas. 

## Lasmicelasse autoagregan súbitamente al llegar a una concentración crítica
Teniendo en cuenta que un tensioactivo en una mezcla agua-aceite se ubica o migra a la interfaz, ¿qué sucedería si tengo un tensioactivo solo en agua? y ¿qué ocurriría con sus colas hidrofóbicas? La respuesta a estas preguntas, es que estos tensioactivos se agruparían en una Micela, una esfera formada por pocas moléculas de tamaño óptimo y bien definidas a escala molecular. En esta posición las cabezas se expondrían al agua, mientras sus colas apolares no se exhiben al entorno, ver figura 3.
Al configurarse en una Micela, hay pérdida de entropía y cada molécula no se podría orientar en cualquier posición. Así la fuerza química que lleva a la autoagregación es el efecto hidrofóbico, una fuerza entrópica.
McBain en 1913, ya había dado cuenta de la existencia de micelas bien definidas, realizando estudios cuantitativos de las disoluciones jabonosas. Se encontró, que parar disoluciones muy diluidas, la presión osmótica reproducía el número total de iones anfifílicos (como se muestra en la figura 4 con los símbolos negros) tal como ocurre con la sal.
Análisis posteriores a partir de la figura 4, llevaron a la definición de concentración micelar crítica CMC, que explica como la razón entre los objetos móviles y el conjunto de iones disminuye bruscamente.
Trabajos realizados por McBain y colaboradores, concluyeron que cada tipo de disolvente tiene su propio valor de CMC y éste disminuye a temperaturas altas, mostrando así que la interacción hidrofóbica es la causante de la autoagregación.
Para interpretar los resultados, se aplica la ley de acción de masas a la reacción (N monómeros) →(un agregado). Se tiene así, que la concentración de monómeros  {\displaystyle C_{1}} libres en la disolución se relaciona con la concentración de las micelas {\displaystyle C_{M}}  , mediante la relación:

{\displaystyle K={\frac {C_{M}}{(C_{1})^{M}}}} (1)

Siendo K la constante adimensional de equilibrio.
La concentración total vendrá dada por:

{\displaystyle C_{T}=C_{1}+MC_{M}} (2)

Ahora se halla la relación del número total de moléculas de anfifilo en solución {\displaystyle C_{T}}   y el número de moléculas de las que pertenecen sin agregar {\displaystyle C_{1}} , así:

{\displaystyle C_{T}=C_{1}+MC_{M}=C_{1}(1+MK(C_{1})^{M-1})}  (3)

Expresamos  K en términos de CMC y {\displaystyle C_{*}}. Definimos  {\displaystyle C_{*}} como el valor de {\displaystyle C_{T}}  para el cual la mitad de los monómeros  está libre y la otra agregada en micelas, en otras palabras cuando  {\displaystyle C_{T}=C_{1}}  y {\displaystyle C_{1}*=MC_{M}*=1/2C_{*}} , sustituyendo éstas relaciones en la ecuación (1) se llega a:

{\displaystyle K=({\frac {1}{2M}}C_{*})({\frac {1}{2}}C_{*})^{-M}}  (4)

Despejamos  {\displaystyle MK=({\frac {2}{C_{*}}})^{M-1}}  y reemplazando en (3) se obtiene finalmente:

{\displaystyle C_{T}=C_{1}[1+2[{\frac {C_{1}}{C_{*}}}^{M-1}]]}  (5)
Cuando tenemos bajas concentraciones {\displaystyle C_{T}<<C_{*}}, predomina el primer término y se tiene {\displaystyle C_{T}-C_{1}}  aquí todas las moléculas del tensioactivo se encuentran separadas. Cuando se tiene  una concentración por encima de CMC prevalece el segundo término, por lo cual {\displaystyle C_{T}\approx MC_{M}}, en este caso las moléculas están agrupadas en micelas.
Se puede encontrar la presión osmótica respecto al valor  {\displaystyle C_{T}K_{B}T}, la contribución de los anfifilos se parece a la ecuación (4) solo que cada micela cuenta solo como un objeto, no con M objetos. La presión osmótica para este modelo vendrá dada por:

{\displaystyle {\frac {1}{2}}\{1+{\frac {1+M^{-1}(2C_{1}/C_{*})^{M-1}}{1+(2C_{1}/C_{*})^{M-1}}}\}}

Se necesitan métodos detallados para obtener el tamaño de las micelas, mucho monómeros deben cooperar para producir la micela y es precisamente esto lo que hace brusca la transición vista en la figura 4.